# San Sebastián de los Ballesteros (Córdoba)
San Sebastián de los Ballesteros este un oraș din Spania, situat în provincia Cordoba din comunitatea autonomă Andaluzia. Are o populație de 836 de locuitori.
1. ↑  Nomenclátor Geográfico de Municipios y Entidades de Población (20240402 edition)
2. ↑   http://www.sansebastiandelosballesteros.es/ayuntamiento/corporacion_municipal Lipsește sau este vid: |title= (ajutor)